# Enigmacursor
Enigmacursor („záhadný běžec“) byl rod malého ptakopánvého dinosaura z kladu Neornithischia, který žil v období pozdní jury (asi před 150 miliony let) na území dnešního státu Colorado ve USA (geologické souvrství Morrison). Byl malým býložravcem, který se musel mít na pozoru před středně velkými teropodními dinosaury, jako byl například Marshosaurus nebo Ceratosaurus.

## Objev
Fosilie tohoto menšího dinosaura byly objeveny na území okresu Moffat na severozápadě Colorada, a to v letech 2021 až 2022. Zkameněliny byly vykopány zaměstnanci soukromé společnosti Dinosaurs of America, LLC a v roce 2024 byly zakoupeny Přírodopisným muzeem v Londýně. Typový exemplář dnes nese označení NHMUK PV R 39000 a byl formálně popsán v červnu roku 2025 paleontology Susan Maidmentovou a Paulem Barettem. Jedná se o trojrozměrně dochovanou postkraniální kostru s částí dentice. Rodové jméno se vztahuje k problematickému určování malých zástupců ptakopánvých dinosaurů v souvrství Morrison, kde se jedná zejména o "enigmatický" taxon Nanosaurus. Druhové jméno mollyborthwickae je poctou jisté mecenášce Molly Borthwickové, která věnovala londýnskému muzeu finanční zdroje potřebné pro zakoupení fosilie.

## Popis
Stejně jako příbuzný rod Nanosaurus byl i Enigmacursor malým býložravým dinosaurem, běhajícím po dvou zadních končetinách. Při délce asi 1,5 až 2 metry (i s dlouhým ocasem) mohl rovněž dosahovat hmotnosti přibližně kolem 10 kg. Fosilie tohoto dinosaura jsou fragmentární, naznačují však schopnost rychlého pohybu a celkovou mrštnost i ohebnost. To byly pro menší dinosaury v ekosystémech morrisonského souvrství nezbytné vlastnosti, protože se zde nacházelo velké množství dravých teropodů všech velikostních kategorií. Jedinou nadějí na záchranu tak byl pro tyto malé ptakopánvé dinosaury rychlý útěk spojený s neustálou ostražitostí.

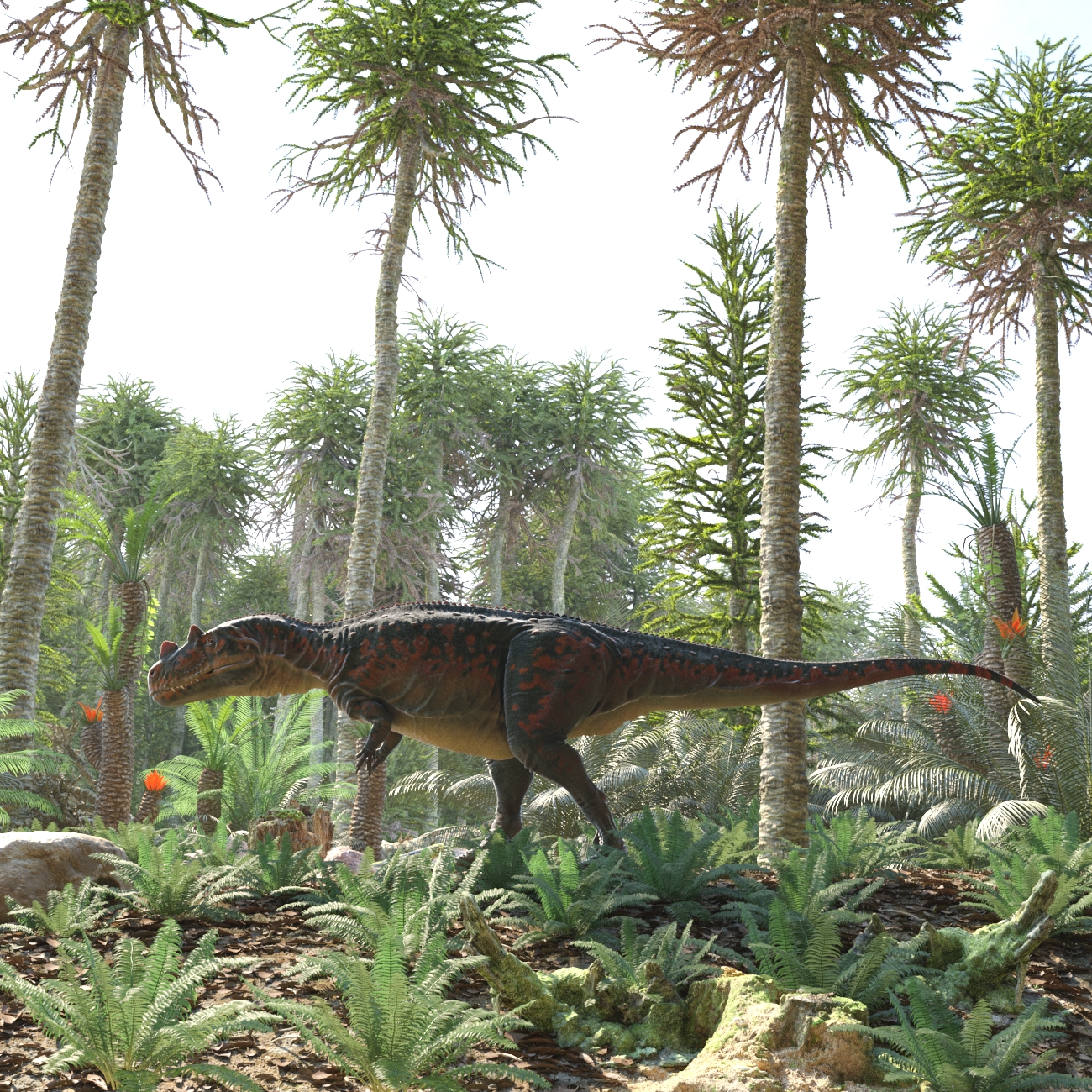
Enigmasaurus se musel mít na pozoru před většími teropody, jakým byl například druh Ceratosaurus nasicornis.

## Zařazení
Enigmacursor byl zástupcem kladu (přirozené vývojové skupiny) Neornithischia, ale nespadal ještě do vývojově pokročilejšího kladu Cerapoda. Podle provedené fylogenetické analýzy byly nejbližšími příbuznými tohoto dinosaura čínské rody Yandusaurus (sesterský taxon) a dále poněkud vzdáleněji rody Hexinlusaurus a Agilisaurus.